# 改良型中全音律
改良型中全音律（かいりょうがたちゅうぜんおんりつ、modified meantone）とは、中全音律の完全5度音程の幾つかを変則的な大きさにすることで、ウルフ音(en:Wolf interval)を緩和し、より多くの調で演奏可能としたものである。
これに対し、ウルフを除くすべての完全5度が等しく狭められた通常の中全音律は、正則中全音律（regular meantone）と呼ばれる。